# Paravibrissina argentifera
Paravibrissina argentifera là một loài ruồi trong họ Tachinidae.